# Katrien Vervaele
Katrien Vervaele (Oostende, 9 april 1954 – 13 september 2023) was een Vlaams schrijfster.

## Levensloop
Vervaele is in haar jeugd aan de kust opgegroeid, meer bepaald in De Haan. Ze trouwde met een dierenarts en ze gingen zeven jaar wonen in de provincie Luxemburg, op een paar kilometer van de grens met Frankrijk en het Groothertogdom Luxemburg. Ze kregen drie kinderen. 
Daarna trok ze naar Middelburg, een dorp op de grens met Nederland, en woonde er opnieuw zeven jaar. Vervolgens verhuisde ze naar Zuienkerke. Daar is ze aan schrijven begonnen. Ze begon met jeugdboeken, hoofdzakelijk historische romans, gesitueerd in grensgebieden, op het nauwe pad tussen realiteit en fictie, tussen werkelijkheid en magie. Daarna schreef ze heel wat boeken over vissers en visserij.

## Publicaties
- De ring, Facet, 1994.
- Zand in het bed, Facet, 1995.
- In het teken van de maan, Facet, 1996.
- Geen weg terug, Tielt, Lannoo, 1997.
- Kastanjes, Tielt, Lannoo, 1999.
- Inkt, Tielt, Lannoo, 2000.
- Koningsproef, Tielt, Lannoo, 2002.
- Dwaalgast, Tielt, Lannoo, 2004.
- Korstmos, Tielt, Lannoo, 2006.
- De adem van de godin, Tielt, Lannoo, 2007.
- Vissersvrouwen, Tielt, Lannoo, 2009.
- Naar Island, Tielt, Lannoo, 2011.
- Garnalen, Tielt, Lannoo, 2012.
- Het Zonnewiel, Tielt, Lannoo, 2013.
- Stories uit de stal, Stichting Kunstboek, 2018.
- Vergeten verhalen van de zee, Stichting Kunstboek, 2020.